# Kék zsáklevelész
A kék zsáklevelész (Smaragdina salicina) az levélbogárfélék családjába tartozó, Eurázsiában honos, főleg fűzfákon élő bogárfaj. 

## Megjelenése
A kék zsáklevelész testhossza 4,5-6,5 mm. Testalkata szélesen megnyúlt, felülről nézve körvonala tagolatlan. Feje sötét, esetleg fekete, előháta és lábai narancsszínűek, szárnyfedői fémes fényű sötétkékek vagy sötétzöldek, csápjainak első harmada narancsszínű, vége fekete. Feje merőleges (hypognath) állású, fentről alig látszik; nagy és domború szemei között homloka szélesen benyomott. A szemek előtt eredő csápok 11 ízből állnak, ezek közül az 5-10. fűrészesek. Előháta igen domború, hátsó pereménél a legszélesebb és előrefelé erősen keskenyedik. Felszíne sima és finoman pontozott. A pajzsocska (scutellum) nagy, háromszögletű, a csúcs felé emelkedő; felszíne sima, pontozatlan. A hímek szárnyfedőinek oldalsó pereme nagyjából párhuzamos, míg a nőstényeknél a középvonal alatt észrevehetően kiszélesedik. Felszíne egyenetlen, közepesen erősen pontozott; a mélyedések a varrat környékén össze is olvadhatnak. Lábai rövidek és erőteljesek, lábszára sima, tüskétlen. Karmai simák, alapi fog nélküliek.

## Elterjedése
Eurázsiában honos, Észak-Spanyolországtól egészen Szibériáig és Kínáig. Európában a Pireneusoktól Németországon keresztül Magyarországig és Lengyelországig viszonylag gyakori, de a kontinens más részein ritka. Angliában 2011-ben észleltek egyetlen példányt. 

## Életmódja
Nyirkos réteken, bozótosokban, ligeterdőkben, mocsarak szélén él, de virágokat (főleg a galagonya virágait) keresve messzebbre is elkóborolhat. Az imágók április-júliusban aktívak (május-júniusban a leggyakoribbak, de egy-egy példányuk ősszel is megtalálható). A nőstények májusban rakják le ürülékkel bevont kis zacskókba csomagolt petéiket a levelekre. A kikelő lárvák főleg a fűzfák leveleivel táplálkoznak. Feltehetően báb alakban telel át. Az imágók különféle lombos fák leveleit eszik, főleg a fűzét, néha a galagonyáét, de Magyarországon nem permetezett gyümölcsösökben is nagy számban megtalálták.

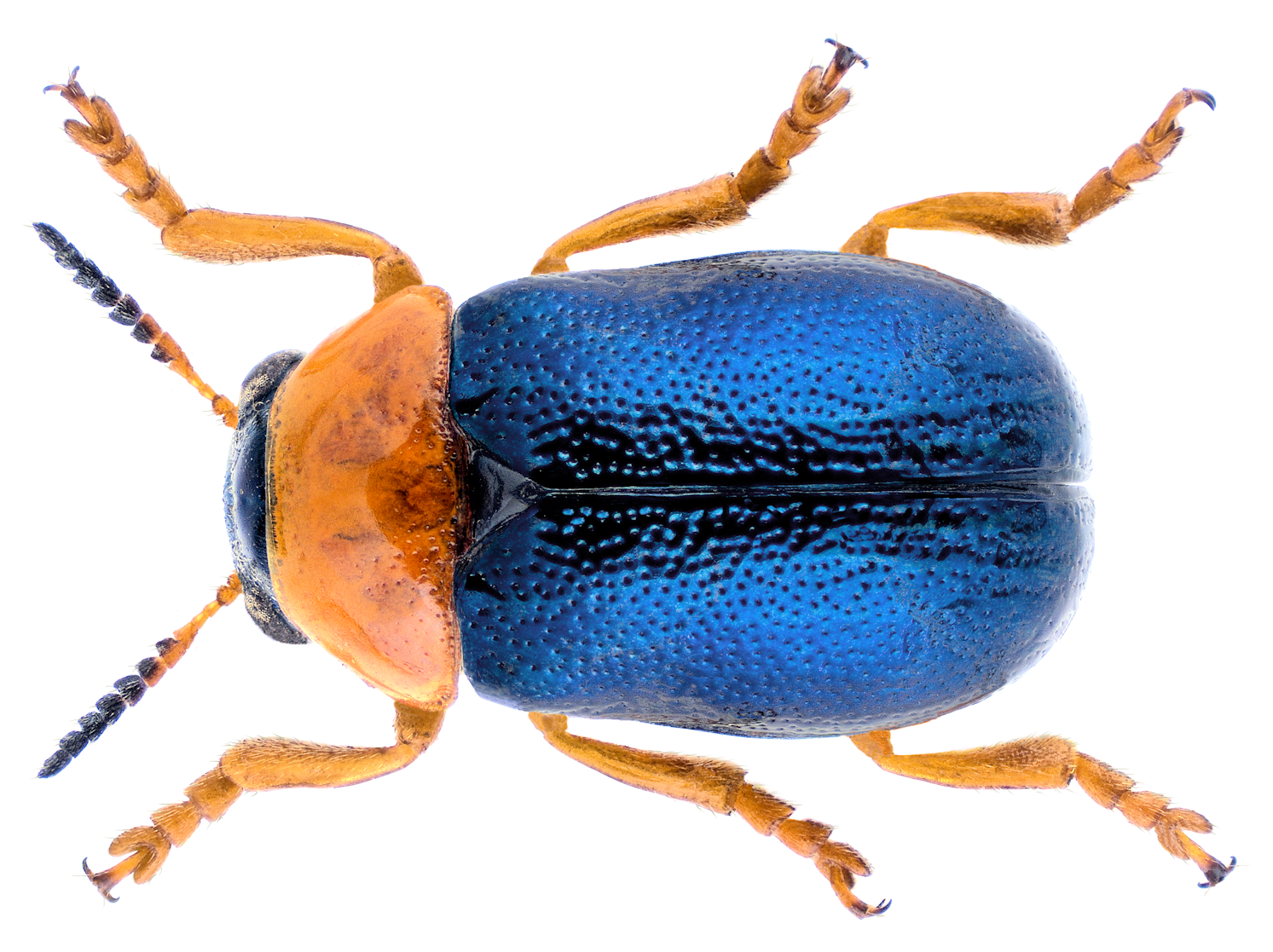
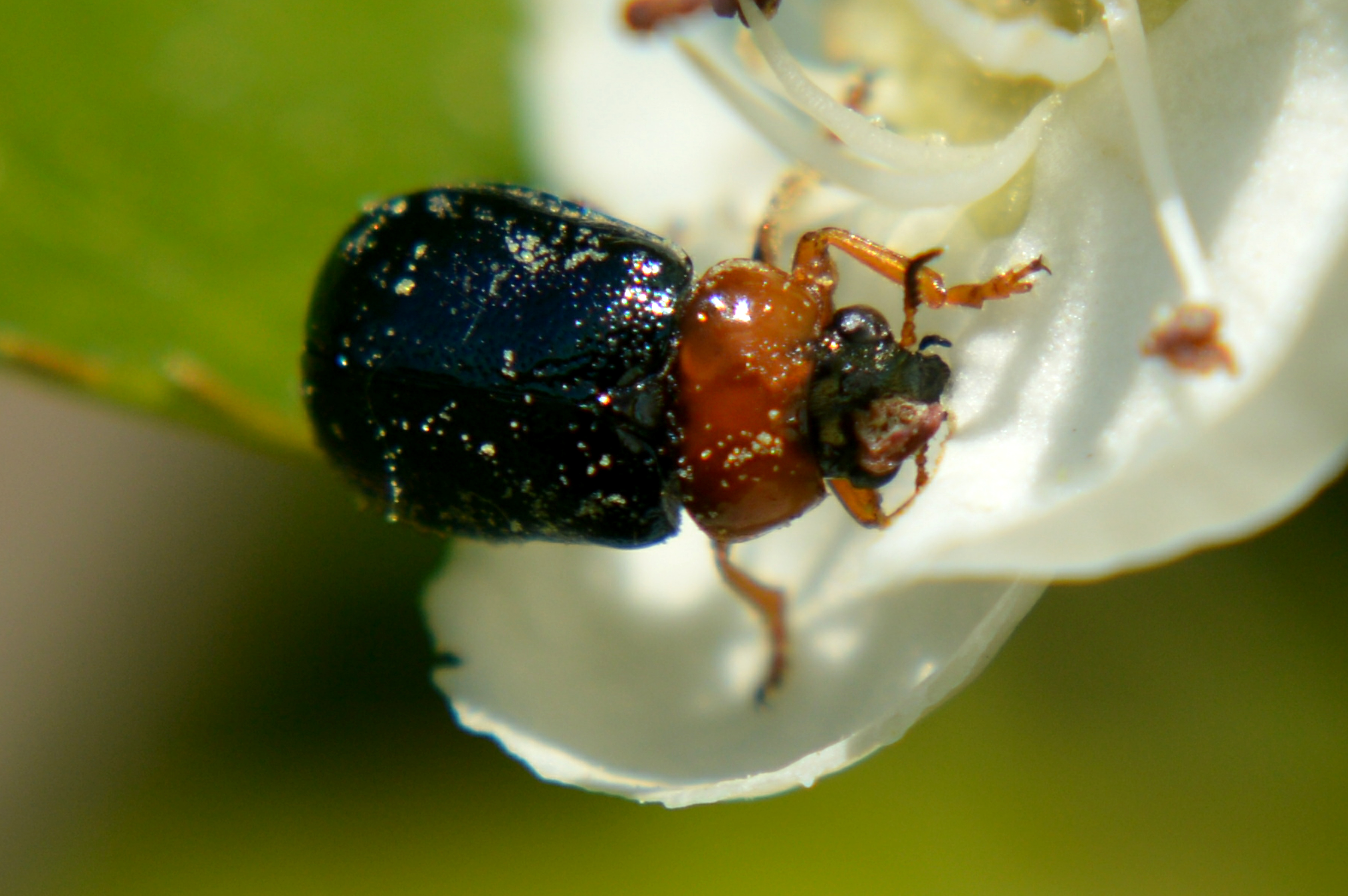
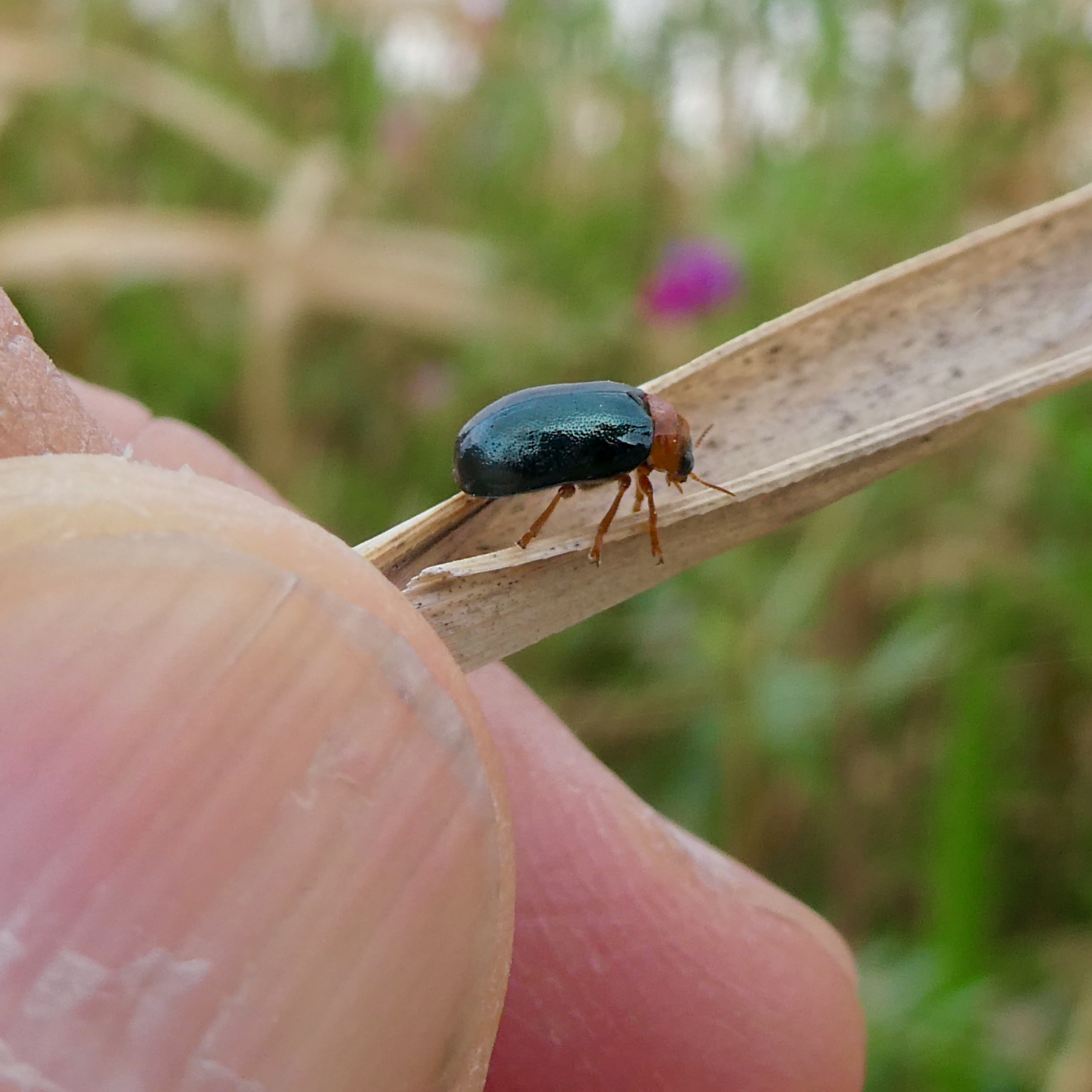
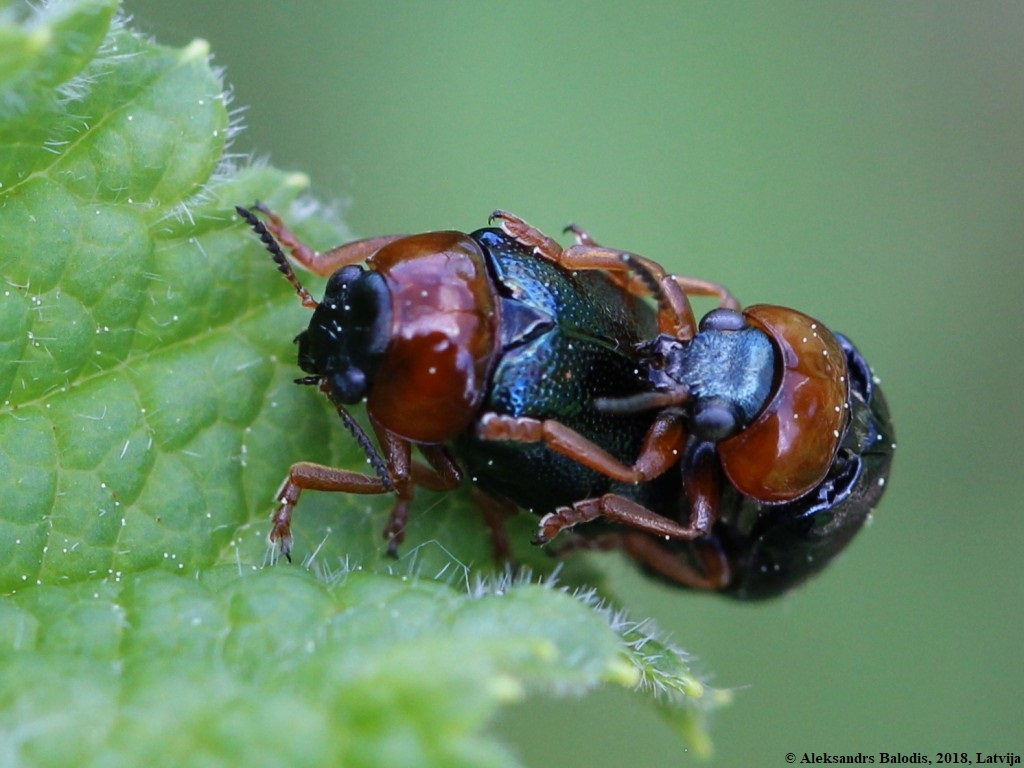

Magyarországon nem védett.